# Orthotrichia aegerfasciella
Orthotrichia aegerfasciella är en nattsländeart som först beskrevs av Victor Toucey Chambers 1873.  Orthotrichia aegerfasciella ingår i släktet Orthotrichia och familjen smånattsländor. Inga underarter finns listade i Catalogue of Life.